# 6-Stunden-Rennen von Daytona 1980

Skizze des Daytona International Speedway, das Rennen wurde auf dem kombinierten Oval- und Straßenkurs ausgetragen

Das 6-Stunden-Rennen von Daytona 1980, auch 6 Hours of Daytona, fand am 29. Juni auf dem Daytona International Speedway statt und war der zehnte Wertungslauf der Sportwagen-Weltmeisterschaft dieses Jahres.

## Das Rennen
Beim nur zur Fahrerweltmeisterschaft zählenden 6-Stunden-Rennen waren ausschließlich in Nordamerika homologierte Tourenwagen der RS-Klasse startberechtigt. Ein großes Starterfeld von 71 Fahrzeugen nahm das Rennen auf, das mit dem Sieg von Rob McFarlin und Hurley Haywood im Datsun 200SX endete. Der Vorsprung auf den zweitplatzierten Mazda RX-3 von Joe Varde und Bob Garretson betrug vier Runden. 

## Ergebnisse

### Schlussklassement
| 1               | RS | 78 | Performance Innovations    | Rob McFarlin Hurley Haywood                    | Datsun 200SX           | 150 |
| 2               | RS | 01 | Joe Varde                  | Joe Varde Bob Garretson                        | Mazda RX-3             | 147 |
| 3               | RS | 69 | Kal Showket                | Durrell Kirkland Kal Showket                   | AMC Concord            | 147 |
| 4               | RS | 08 | Keith Swope                | Keith Swope Mauricio de Narváez                | AMC Spirit             | 146 |
| 5               | RS | 40 | Tom Pyne                   | Tom Pyne Lee White                             | Ford Pinto             | 144 |
| 6               | RS | 82 | North Start Racing         | Corky Bell Bill Johnson                        | Datsun 710             | 144 |
| 7               | RS | 65 | Downing Maffucci           | John Maffucci Jack Duham Dick Barbour          | Mazda RX-3             | 144 |
| 8               | RS | 31 | R & R Racing               | Randy Davis Herb Kanady                        | AMC Gremlin            | 141 |
| 9               | RS | 63 | Downing Maffucci           | Jim Downing John Paul senior                   | Mazda RX-3             | 140 |
| 10              | RS | 7  | Amos Johnson               | Bob Akin Amos Johnson                          | AMC Spirit             | 140 |
| 11              | RS | 28 | Ray Korman                 | Ray Korman Ernesto Soto Pierre Honegger        | BMW 320i               | 139 |
| 12              | RS | 22 | WWW Racing                 | Dennis Weglarz Craig Berland                   | Dodge Colt             | 139 |
| 13              | RS | 47 | R & R Racing               | Jim Crosby Bob Crosby                          | AMC Gremlin            | 139 |
| 14              | RS | 5  | Amos Johnson               | Steve Whitman Andy Petery                      | AMC Spirit             | 138 |
| 15              | RS | 45 | Paul Lambke                | Paul Lambke Bob Esseltine                      | Mazda RX-3             | 137 |
| 16              | RS | 98 | Richard Kitchell           | Richard Kitchell C. C. Canada                  | AMC Gremlin            | 137 |
| 17              | RS | 38 | Mandeville Racing          | Roger Mandeville Don Whittington               | Mazda RX-3             | 136 |
| 18              | RS | 42 | Ren Tilton                 | Ren Tilton Gina Rosati                         | Mazda RX-2             | 136 |
| 19              | RS | 88 | Hiram Cruz                 | Hiram Cruz Albert Naon Mandy Gonzalez          | Datsun 510             | 135 |
| 20              | RS | 57 | Rick Jaeschke              | Rick Jaeschke Dario Orlando                    | Datsun 200SX           | 135 |
| 21              | RS | 90 | James Bobo                 | James Bobo Gary English                        | Mazda RX-3             | 133 |
| 22              | RS | 23 | Kim Kenyon                 | Peter Uria Kim Kenyon                          | AMC Gremlin            | 132 |
| 23              | RS | 64 | Wayne Stradley             | Wayne Stradley Jim Fowells                     | AMC Pacer              | 128 |
| 24              | RS | 52 | Atlanta Racing Enterprises | James Reeve Jürgen Barth                       | Buick Skyhawk          | 127 |
| 25              | RS | 93 | Thomas Metzger             | Thomas Metzger Skip DeAscentis                 | AMC Gremlin            | 127 |
| 26              | RS | 89 | Wayne Barker               | Wayne Barker Dave Jackson                      | Ford Pinto             | 125 |
| 27              | RS | 95 | Autosport USA              | Eric Morrow Nick Moore                         | Dodge Colt             | 123 |
| 28              | RS | 62 | Pegasus Racing             | Joseph Lowman Rod Pruitt Terry Keller          | Ford Pinto             | 123 |
| 29              | RS | 00 | Ray Mummery                | Ray Mummery Clayton Cunningham Stanton Barrett | Mazda RX-3             | 122 |
| 30              | RS | 58 | Janis Taylor               | Ernie Smith Randy Blue                         | Alfa Romeo Alfetta GTV | 121 |
| 31              | RS | 14 | Art Cross                  | Art Cross Kevin Quigley                        | AMC Concord            | 120 |
| 32              | RS | 81 | George Hair                | William Harris George Hair                     | Datsun 510             | 119 |
| 33              | RS | 04 | James Cox                  | William Greene Nort Northam                    | Honda Civic            | 117 |
| 34              | RS | 3  | Robert Dearduff            | Jeff Dearduff Robert Dearduff                  | Mazda RX-3             | 110 |
| 35              | RS | 92 | Jim Stricklin              | Jim Stricklin John Eckelberry                  | Datsun 510             | 109 |
| 36              | RS | 9  | Buckeye Racing             | Dave Stanton Don Baker                         | AMC Gremlin            | 96  |
| 37              | RS | 41 | Malone Freight             | Jay Elmore Griff Goad                          | Ford Pinto             | 88  |
| 38              | RS | 09 | Bob's Speed Products       | Vicki Smith Bob Lee                            | Ford Maverick          | 50  |
| Ausgefallen     |    |    |                            |                                                |                        |     |
| 39              | RS | 46 | Southwind Enterprises      | Bob McGraw Ralston Long                        | AMC Concord            | 125 |
| 40              | RS | 94 | Jim Nealon                 | Jim Nealon Bill Jobe                           | Mazda RX-3             | 125 |
| 41              | RS | 87 | Sub Tropic                 | Bill Starcevic Dan Rice                        | AMC Spirit             | 123 |
| 42              | RS | 86 | Hoerr Brothers             | Irv Hoerr Scott Hoerr                          | AMC Spirit             | 116 |
| 43              | RS | 30 | Janis Taylor               | Del Russo Taylor Janis Taylor                  | Alfa Romeo Alfetta GTV | 111 |
| 44              | RS | 6  | Amos Johnson               | Don Knowles Dennis Shaw                        | AMC Spirit             | 110 |
| 45              | RS | 15 | Rob Jackson                | Rob Jackson Robert Weaver                      | AMC Gremlin            | 109 |
| 46              | RS | 44 | Joe Amato                  | Del Carlson Joe Amato                          | AMC Spirit             | 93  |
| 47              | RS | 56 | Carrera Group              | King Smith Doug Moser Jace Smith               | Datsun 1200            | 83  |
| 48              | RS | 72 | Tampa Bay Racing           | Charles Mendez Craig Ross                      | Datsun 200SX           | 78  |
| 49              | RS | 29 | Haran Lowe                 | Ed Modern Bill Warner                          | Datsun B210            | 77  |
| 50              | RS | 37 | Southwind Enterprises      | Joe Laugte Buzz Cason                          | AMC Spirit             | 76  |
| 51              | RS | 59 | Famous Amos                | Milton Moise Harry Chilcot Patty Moise         | AMC Spirit             | 76  |
| 52              | RS | 0  | James and John Story       | James Story John Story Ray Barnes              | Ford Capri             | 73  |
| 53              | RS | 17 | Tom Lytlle                 | Tom Lytlle Ron Jones                           | Datsun 510             | 72  |
| 54              | RS | 33 | Pro-Motors                 | Keith Bowman Walt Bohren                       | Mazda RX-2             | 70  |
| 55              | RS | 06 | QFM-96                     | John Rankin Galvy Gordon                       | Ford Pinto             | 69  |
| 56              | RS | 4  | William Kull senior        | William Kull junior William Kull senior        | Ford Pinto             | 55  |
| 57              | RS | 12 | Holbrook Sparks            | Bill Miller Michael Sparks                     | Ford Pinto             | 46  |
| 58              | RS | 27 | E. J. Pruitt               | Mike Meyer Rusty Bond                          | Mazda RX-3             | 45  |
| 59              | RS | 26 | Tide Ebding                | Tide Ebding Jon Becker                         | Mazda RX-2             | 38  |
| 60              | RS | 76 | Art Yarosh                 | Art Yarosh Marty Hinze Russ Boy                | AMC Pacer              | 37  |
| 61              | RS | 11 | Larry Denayer              | Larry Denayer John Denayer Bill Mills          | Mazda MX-3             | 31  |
| 62              | RS | 51 | Bob Penrod                 | Gene Felton John Fitzpatrick Bob Penrod        | AMC Spirit             | 30  |
| 63              | RS | 91 | Jerry Reid                 | Marion Speer Jerry Reid Mike Langlinais        | Ford Pinto             | 28  |
| 64              | RS | 21 | Andy Vann                  | Andy Vann Dave Richardson                      | AMC Concord            | 23  |
| 65              | RS | 99 | Kal Showket                | Phil Currin Kal Showket                        | AMC Spirit             | 22  |
| 66              | RS | 16 | Goodtime Racing            | Rodney Ashcraft Garrett Jenkins                | AMC Gremlin            | 22  |
| 67              | RS | 2  | Jim Shelton                | Jim Shelton Dean Jameson Jim Woodall           | Ford Pinto             | 7   |
| 68              | RS | 85 | Sub Tropic                 | Bill Bean Ferrell Harris Charles Kleinschmidt  | AMC Spirit             | 6   |
| 69              | RS | 8  | Short Circuit Enterprises  | Butch Goff Chuck Chitty                        | AMC Gremlin            | 5   |
| 70              | RS | 03 | Joe Varde                  | Bobby Thiele Doug Kenny Harley Everett         | AMC Gremlin            | 3   |
| 71              | RS | 54 | Wever Palmer               | Byron Wever Cary Palmer                        | Mazda RX-3             | 2   |
| Nicht gestartet |    |    |                            |                                                |                        |     |
| 72              | RS | 66 | Richard Dunham             | Richard Dunham Dale Whittington                | Mazda RX-2             | 1   |
| 73              | RS | 96 | Gene Felton                | Luis Sereix Javier Garcia Tom Sheehey          | Buick Skyhawk          | 2   |
| 74              | RS | 19 | Southwind Enterprises      | Ralston Long                                   | AMC Gremlin            | 3   |
| 75              | RS | 36 | Richard Cline              | Richard Cline Howard LeVasseur                 | Mazda RX-3             | 4   |
| 76              | RS | 20 | Clifford Kabumoto          | Clifford Kabumoto Ed Tillotson Glen Johnson    | Datsun B210            | 5   |
| 77              | RS | 43 | George Beasley             | George Beasley Keith Boughton                  | AMC Gremlin            | 6   |
| 78              | RS | 13 | Charles Moseley            | Charles Moseley Bob Picariello                 | Plymouth Arrow         | 7   |
| 79              | RS | 34 | Mick Robinson              | Mick Robinson John Troilo                      | AMC Gremlin            | 8   |
| 80              | RS | 39 | B. K. Layne                | B. K. Layne John Morgan                        | Chevrolet Monza        | 9   |
| 81              | RS | 53 | Bob Buchler                | Bob Buchler John Evans                         | Ford Pinto             | 10  |
| 82              | RS | 60 | Lojza Vosta                | Paul Nacol Lojza Vosta                         | Ford Pinto             | 11  |
| 83              | RS | 68 | Ray Reed                   | Keith Lawhorn William Kleiber                  | Datsun 510             | 12  |

1 nicht gestartet
2 nicht gestartet
3 nicht gestartet
4 nicht gestartet
5 nicht gestartet
6 nicht gestartet
7 nicht gestartet
8 nicht gestartet
9 nicht gestartet
10 nicht gestartet
11 nicht gestartet
12 nicht gestartet

### Nur in der Meldeliste
Hier finden sich Teams, Fahrer und Fahrzeuge, die ursprünglich für das Rennen gemeldet waren, aber aus den unterschiedlichsten Gründen daran nicht teilnahmen.
| Pos. | Klasse | Nr. | Team             | Fahrer                            | Chassis           |
| ---- | ------ | --- | ---------------- | --------------------------------- | ----------------- |
| 84   | RS     | 11  | Don Yenko        | Buzz Marcus Don Yenko             | Plymouth Citation |
| 85   | RS     | 18  | Philip Gutierrez | Philip Gutierrez                  | Mazda RX-2        |
| 86   | RS     | 48  | Bill Shaw        | Bill Shaw Bud Cashen Randy Blue   | Honda Civic       |
| 87   | RS     | 49  | Bill Shaw        | Bill Shaw Bud Cashen Nort Northam | Honda Civic       |
| 88   | RS     | 70  | H. W. Alexander  | H. W. Alexander David Brown       | Ford Pinto        |
| 89   | RS     | 84  | Ralph Cameron    | H. W. Alexander Guy Church        | AMC Spirit        |
| 90   | RS     | 97  | David Obenauer   | David Obenauer Steve Jones        | Ford Mustang      |

### Klassensieger
| Klasse | Fahrer       | Fahrer         | Fahrzeug     | Platzierung im Gesamtklassement |
| ------ | ------------ | -------------- | ------------ | ------------------------------- |
| RS     | Rob McFarlin | Hurley Haywood | Datsun 200SX | Gesamtsieg                      |

### Renndaten
- Gemeldet: 90
- Gestartet: 71
- Gewertet: 38
- Rennklassen: 1
- Zuschauer: unbekannt
- Wetter am Renntag: warm und trocken
- Streckenlänge: 6,180 km
- Fahrzeit des Siegerteams: 6:00:00,000 Stunden
- Gesamtrunden des Siegerteams: 150
- Gesamtdistanz des Siegerteams: 926,982 km
- Siegerschnitt: 154,328 km/h
- Pole Position: James Reeve – Buick Skyhawk (#52) – 2:16,154 = 163,400 km/h
- Schnellste Rennrunde: James Reeve – Buick Skyhawks (#52) – 2:17,680= 161,589 km/h
- Rennserie: 10. Lauf zur Sportwagen-Weltmeisterschaft 1980